# Тамаш Балашша
Тамаш П. Балашша, у радянських виданнях і джерелах називався як Томаш Балаш (угор. Balassa P. Tamás, 17 листопада 1922, Будапешт — 18 жовтня 2010, Будапешт,) — угорський композитор, диригент, піаніст, аранжувальник.

## Біографія
Батько, Арпад Балашша був архітектором, а мати, Лілі Радо (1896—1977), поетесою, письменницею та перекладачем.
У період з 1936 по 1943 рік Тамаш навчався музиці у музичній школі Фодора. Там у Тамаша Пал Кадоша був викладачем фортепіано та композиції, Тамаш Броді викладав джазове фортепіано, а Янош Ференцик — диригування.
У період з 1950 по 1954 рік він був музичним керівником та диригентом театру Відама, з 1954 по 1959 рік був членом та аранжувальником оркестру танцю Угорського радіо, а між 1959 та 1985 роками викладав у студії танцювальної музики. З 1977 по 1982 рік був керівником студії Національного музичного центру розваг. Його композиції включають симфонічні твори, розважальні музичні твори, та танцювальні пісні. Він виступав на кількох фестивалях танцю і пісні як диригент.
Помер у віці 87 років серед членів своєї родини. Його поховали в тісному сімейному колі.

## Фільмографія
- Композитор фільму «Моральна ніч» (1977)